# Jesús Iturralde
Jesús «Camarón» Iturralde Servín (Ciudad de México, 31 de mayo de 1953 - Ciudad de México, 11 de septiembre de 2012) fue un futbolista mexicano que jugó en la posición de  defensa lateral izquierdo. Hijo del futbolista Carlos Iturralde Rivero, nieto del gobernador del estado de Yucatán José María Iturralde Traconis, y bisnieto del también gobernador yucateco José María Iturralde Lara.

## Biografía
Nació y murió en la Ciudad de México, el 31 de mayo de 1953, y el 11 de septiembre de 2012, respectivamente. Sus compañeros le apodaban «Camarón» debido a que era pelirrojo.
Militó en los Pumas de la UNAM y en el Club León
La sede de los Pumas es el Estadio Olímpico Universitario, ubicado en Avenida de Los Insurgentes Sur S/N, Ciudad Universitaria, Alcaldía Coyoacán, 04510 Ciudad de México.